# Jakost zračenja
Jakost zračenja ili radijacijski intenzitet (oznaka I) je radiometrijska fizikalna veličina koja opisuje elektromagnetsko zračenje iz točkastoga izvora. Količnik je toka zračenja i ugla u koji se zrači. Spektralna jakost zračenja (oznaka Iλ) opisuje jakost elektromagnetskoga zračenja u određenome području valnih duljina. Mjerna jedinica jakosti zračenja jest vat po steradijanu (W/sr).

## Radiometrija
Radiometrija je grana optike koja se bavi mjerenjem svojstavaelektromagnetskih valova. Mjerenja se izvode elektroničkim mjernim instrumentima koji se nazivaju radiometrima. Primjenjuju se u radio astronomiji, u medicinskoj dijagnostici, za daljinska istraživanja i tako dalje. Radiometrijske veličine jakost zračenja, ozračenost, ozračenje, tok zračenja i druge obuhvaćaju cijeli spektar elektromagnetskoga zračenja.

### Radiometrijske veličine i mjerne jedinice
| Veličina        | Veličina | Mjerna jedinica         | Mjerna jedinica | Napomena                            |  |
| --------------- | -------- | ----------------------- | --------------- | ----------------------------------- |  |
| naziv           | znak     | naziv                   | znak            | Napomena                            |  |
| Tok zračenja    | Φ        | vat                     | W (J/s)         | naziva se i radijacijski fluks      |  |
| Jakost zračenja | I        | vat po steradijanu      | W/sr            | naziva se i radijacijski intenzitet |  |
| Ozračenje       | E        | vat po četvornom metru  | W/m2            | naziva se i iradijancija            |  |
| Ozračenost      | H        | džul po četvornom metru | J/m2            | naziva se i ekspozicija             |  |